# (513002) 2017 UV44
(513002) 2017 UV44 es un asteroide perteneciente al cinturón de asteroides, descubierto el 14 de marzo de 2007 por el equipo del Mount Lemmon Survey desde el Observatorio del Monte Lemmon, Arizona, Estados Unidos.

## Designación y nombre
Designado provisionalmente como 2017 UV44.

## Características orbitales
2017 UV44 está situado a una distancia media del Sol de 2,532 ua, pudiendo alejarse hasta 3,327 ua y acercarse hasta 1,737 ua. Su excentricidad es 0,313 y la inclinación orbital 14,08 grados. Emplea 1472,39 días en completar una órbita alrededor del Sol.

## Características físicas
La magnitud absoluta de 2017 UV44 es 16,84. 